# Aleksandr Strielcow
Aleksandr Witaljewicz Strielcow, ros. Александр Витальевич Стрельцов (ur. 31 stycznia 1990 w Niżniewartowsku) – rosyjski hokeista.
Jego brat bliźniak Wasilij także został hokeistą, a obaj konsekwentnie występują razem w kolejnych klubach.

## Kariera
- Filin Niżniewartowsk (2006/2007)
- Awtomobilist 2 Jekaterynburg (2006-2009)
- Awto Jekaterynburg (2009-2012)
- Sputnik Niżny Tagił (2010)
- Awtomobilist Jekaterynburg (2009-2014)
- Łada Togliatti (2014-2018)
- Admirał Władywostok (2018-2020)
- Sokoł Krasnojarsk (2020)
- Mołot-Prikamje Perm (2020-2021)
- Re-Plast Unia Oświęcim (2021-2022)
- Bejbarys Atyrau (2022)

Wychowanek klubu Olimpijec w mieście Surgut. Wraz z bratem Wasilijem karierę rozwijał w klubie Awtomobilist Jekaterynburg, grając w jego drużynie rezerwowej na w czwartym i trzecim poziomie ligowym, w ekipie juniorskiej w lidze MHL, drużynie stowarzyszonej z Niżnego Tagiłu w lidze WHL oraz w zespole seniorskim w rozgrywkach KHL do 2014. W kwietniu tego roku przedłużyłi tam kontrakty o dwa lata. a w czerwcu tego roku zostali zakontraktowani w klubie Łada Togliatti, gdzie grali przez cztery kolejne sezony KHL. W lipcu 2018 bracia przeszli do Admirała Władywostok, spędzając tam dwa sezony KHL. W czerwcu 2020 bliźniacy zostali zawodnikami Sokoła Krasnojarsk z WHL, skąd odeszli w listopadzie 2020. W listopadzie 2020 przeszli do Mołota-Prikamje Perm także w WHL. W listopadzie 2021 ogłoszono ich angaż do polskiego zespołu Re-Plast Unii Oświęcim. W lipcu 2022 obaj bracia przeszli do kazachskiego Bejbarysu Atyrau. Pozostawali w klubie do końca sierpnia 2022.

## Sukcesy
Klubowe
- Srebrny medal mistrzostw Polski: 2022 z Re-Plast Unią Oświęcim

Indywidualne
- MHL (2010/2011): Mecz Gwiazd MHL